# Zona metropolitana de Puebla-Tlaxcala
La Zona Metropolitana de Puebla-Tlaxcala es una de las 48 zonas metropolitanas delimitadas por la SEDATU, el CONAPO y el INEGI, ubicada en el centro del estado de Puebla y el sur del estado de Tlaxcala. Esta zona metropolitana es la cuarta más poblada de México, después de las aglomeraciones urbanas de Ciudad de México, Monterrey y Guadalajara. La zona metropolitana de Puebla-Tlaxcala aglutina un total de 28 municipios poblanos y tlaxcaltecas ubicados en el Valle de Puebla-Tlaxcala.
Los criterios empleados para la delimitación de las zonas metropolitanas en México corresponden básicamente a las relaciones económicas y sociales entre los municipios de la conurbación, como los relacionados con la actividad económica, los viajes intermunicipales o la distancia entre los municipios conurbados y la ciudad central. En el caso de la zona metropolitana de Puebla-Tlaxcala, la ciudad central es Puebla de Zaragoza, capital del estado de Puebla que hospeda más de la mitad de los habitantes de la metrópoli.

## Ubicación
Los municipios que forman parte de esta aglomeración son los siguientes:
|               |                       |                  |
| Clave INEGI   | Municipio             | Población (2020) |
| 21001         | Acajete               | 72 894           |
| 21015         | Amozoc                | 125 876          |
| 21034         | Coronango             | 46 836           |
| 21041         | Cuautlancingo         | 137 435          |
| 21090         | Juan C. Bonilla       | 23 783           |
| 21106         | Ocoyucan              | 42 669           |
| 21114         | Puebla                | 1 692 181        |
| 21119         | San Andrés Cholula    | 154 448          |
| 21125         | San Gregorio Atzompa  | 9671             |
| 21136         | San Miguel Xoxtla     | 12 461           |
| 21140         | San Pedro Cholula     | 138 433          |
| 21163         | Tepatlaxco de Hidalgo | 18 854           |
| 21181         | Tlaltenango           | 7425             |
| Total estatal | Total estatal         | 2 482 966        |

|               |                                     |                  |
| Clave INEGI   | Municipio                           | Población (2020) |
| 29017         | Mazatecochoco de José María Morelos | 11 592           |
| 29022         | Acuamanala de Miguel Hidalgo        | 6432             |
| 29025         | San Pablo del Monte                 | 82 688           |
| 29027         | Tenancingo                          | 12 974           |
| 29028         | Teolocholco                         | 25 257           |
| 29029         | Tepeyanco                           | 13 328           |
| 29032         | Tetlatlahuca                        | 13 561           |
| 29041         | Papalotla de Xicohténcatl           | 33 499           |
| 29042         | Xicohtzinco                         | 14 197           |
| 29044         | Zacatelco                           | 45 717           |
| 29051         | San Jerónimo Zacualpan              | 4092             |
| 29053         | San Juan Huactzinco                 | 7688             |
| 29054         | San Lorenzo Axocomanitla            | 5689             |
| 29058         | Santa Catarina Ayometla             | 9463             |
| 29059         | Santa Cruz Quilehtla                | 7750             |
| Total estatal | Total estatal                       | 293 927          |